# Dewan Bahasa dan Pustaka

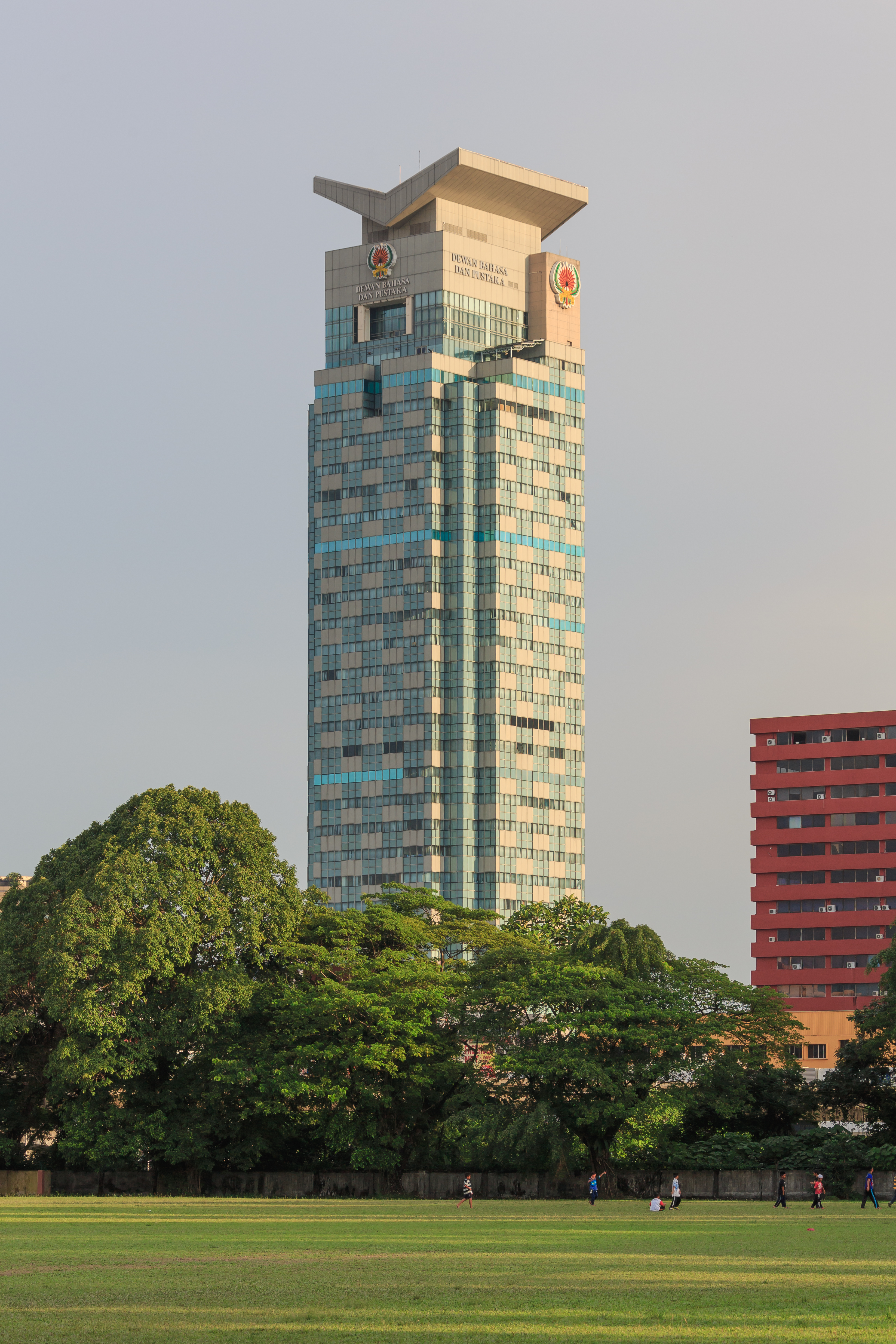
Siedziba Dewan Bahasa dan Pustaka w Kuala Lumpur

Dewan Bahasa dan Pustaka (DBP) – malezyjskie gremium państwowe zajmujące się promocją języka i literatury malajskiej oraz regulacją standardowego języka malajskiego. Wydaje autorytatywny słownik języka malajskiego – Kamus Dewan.
Instytut został założony 22 czerwca 1956 r. pod nazwą Balai Berita.